# Клої Денієлс
Клої Денієлс (англ. Chloe Daniels) — канадська регбістка, олімпійська медалістка. 
Срібну олімпійську медаль Денієлс виборола на Паризькій олімпіаді 2024 року
в складі збірної Канади з регбі-7.